# Romanogobio vladykovi
Romanogobio vladykovi és una espècie de peix cipriniforme de la família dels ciprínids.

## Morfologia
Els mascles poden assolir els 11,5 cm de longitud total.

## Distribució geogràfica
Es troba al tram romanès del Danubi.